# Бухів (перевал)
Бу́хів (також Бу́хівський або Схі́дницький) — гірський перевал в Українських Карпатах, що знаходиться в масиві Верхньодністровські Бескиди. Розташований у Львівській області за 5 км від с. Східниця і за 9 км від м. Борислав, в історико-етнографічному регіоні Бойківщина. Назва перевалу походить від однойменної гори Бу́хів (668,9 м). Бухівський перевал вважається одним з найнижчих в Україні.

## Географія
Висота перевалу становить 667,4 м. Розміщений в центральній частині Східницького Ділу. Схили вкриті хвойними і буковими лісами, а з північної сторони ці схили досить круті та стрімкі, тому й дорога з цього боку звивається серпантином. З північно-східної сторони від перевалу знаходиться ландшафтний заказник «Бориславський», а на південний схід від Бухова розміщені території національного природного парку Сколівські Бескиди.
Незважаючи на низьку висоту перевалу, температура на ньому зазвичай нижча на 2—3°C за ту, яка є в передгір'ї. Через це рух транспорту через цю точку в зимовий та весняний періоди досить часто може ускладнюватись погіршенням погодних умов, наприклад, утворенням ожеледиці на дорогах та накопиченням снігового покриву на дорозі. 

## Історія
Неподалік сучасного перевалу, раніше знаходився інший, який був частиною давнього соляного шляху з м. Дрогобич до фортеці Тустань. З кінця XIX століття в регіоні почався активний видобуток нафти, тому й до 1912 р. з'явилась нагальна потреба у створенні нового перевалу, більш сучасного, зручного та пологого, який би спростив перевезення нафтової сировини зі Східниці до Борислава. Таким чином і з'явився Східницький перевал.

## Транспорт
Через перевал проходить автошлях Т 1402, що з'єднує населені пункти Стрийського району від с. Пісочна до селища Дрогобицького району Східниця.